# Дорен (Емсланд)
Дорен (нім. Dohren) — громада в Німеччині, розташована в землі Нижня Саксонія. Входить до складу району Емсланд. Складова частина об'єднання громад Герцлаке.
Площа — 25,64 км2. Населення становить 1169 ос. (станом на 31 грудня 2021).